# Nézignan-l'Évêque
Pour les articles homonymes, voir L'Évêque.
Nézignan-l'Évêque, jadis appelé Nézignan-le-Libre, est une commune française située dans le sud du département de l'Hérault en région Occitanie.
Exposée à un climat méditerranéen, elle est drainée par divers petits cours d'eau.

Nézignan-l'Évêque est une commune rurale qui compte 1 730 habitants en 2022, après avoir connu une forte hausse de la population depuis 1962.  Elle fait partie de l'aire d'attraction de Pézenas. Ses habitants sont appelés les Nézignanais et les Nézignanaises.

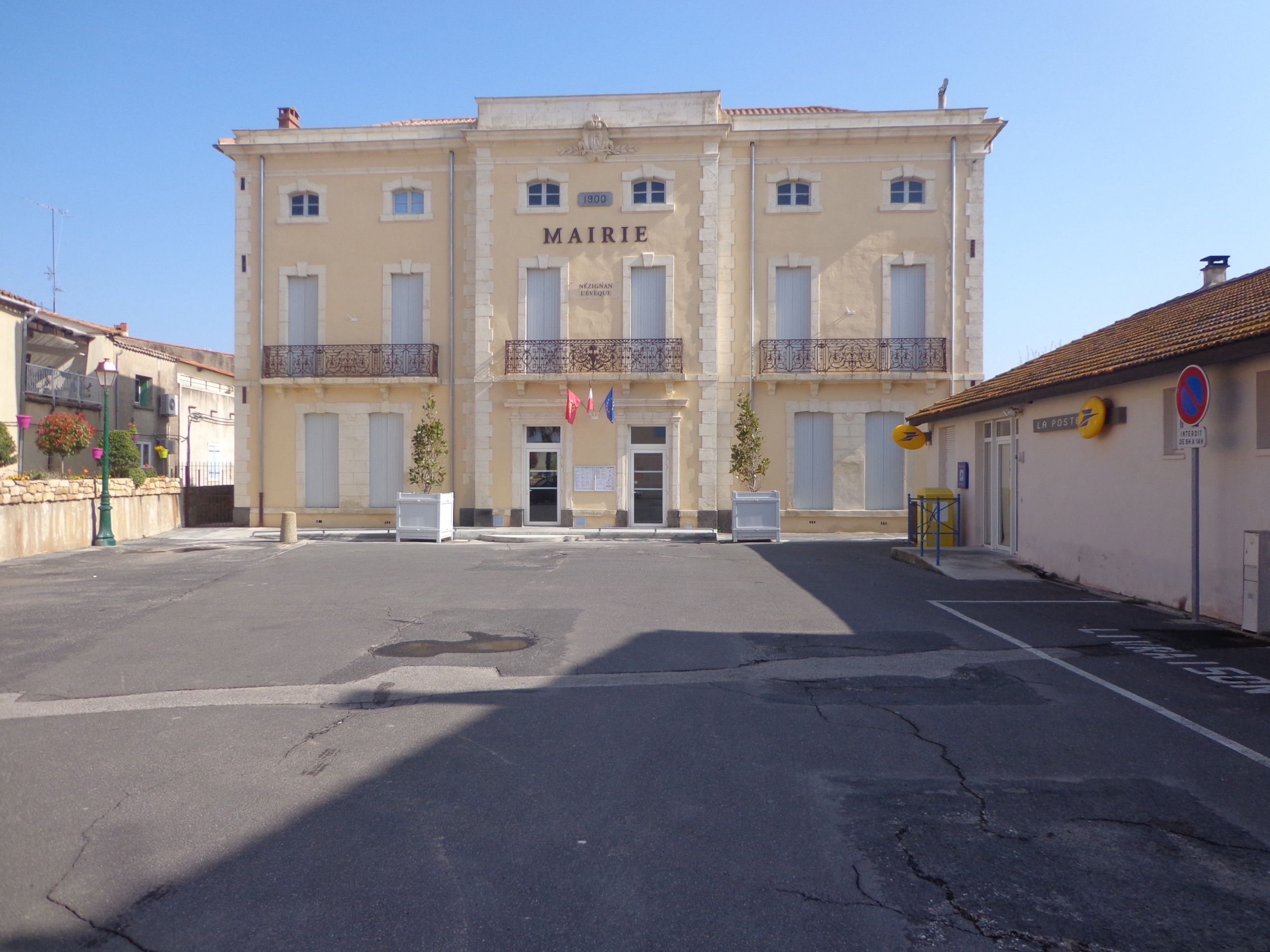
La mairie en 2013.
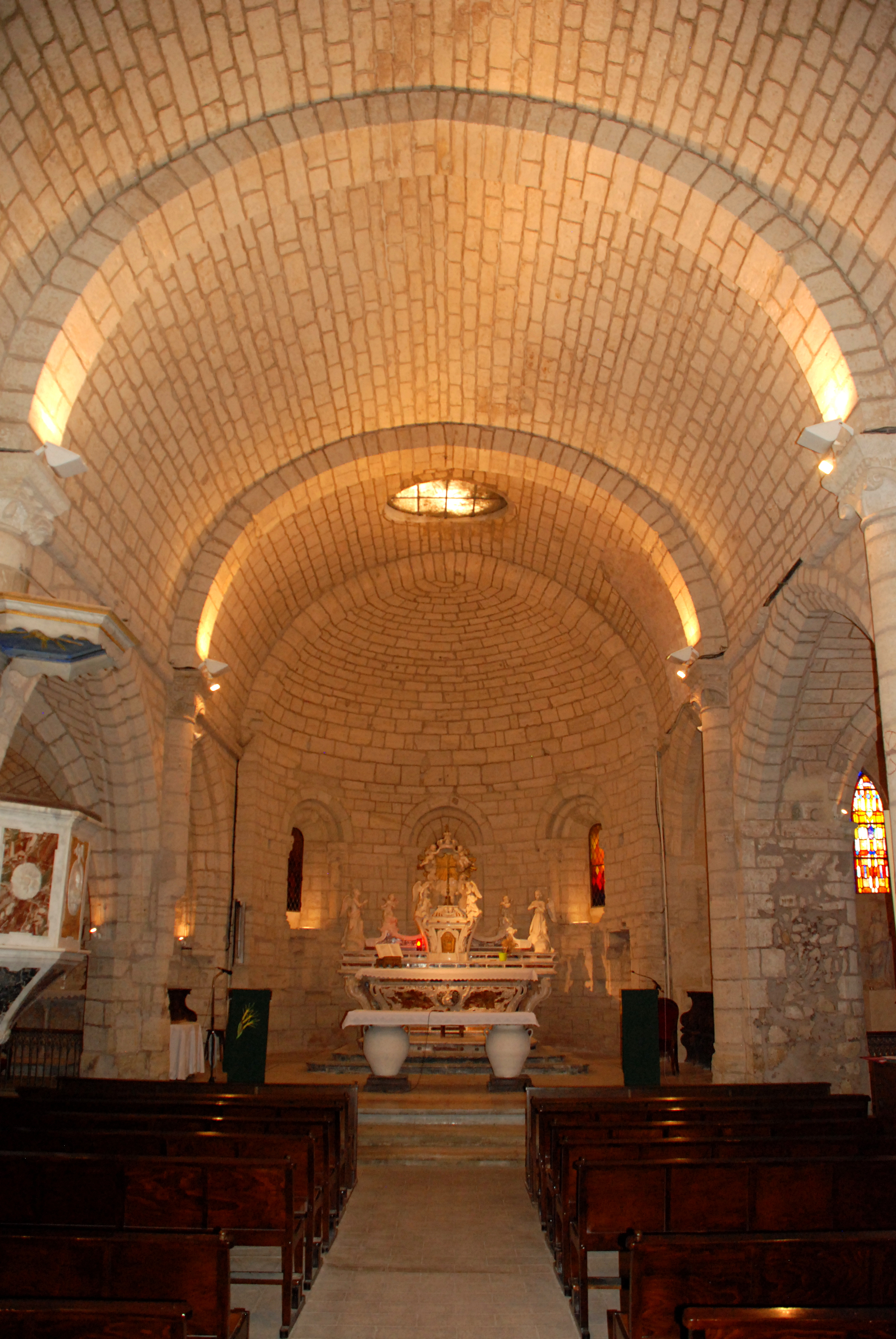
À l'intérieur de l'église Sainte-Marie-Madeleine en 2015.
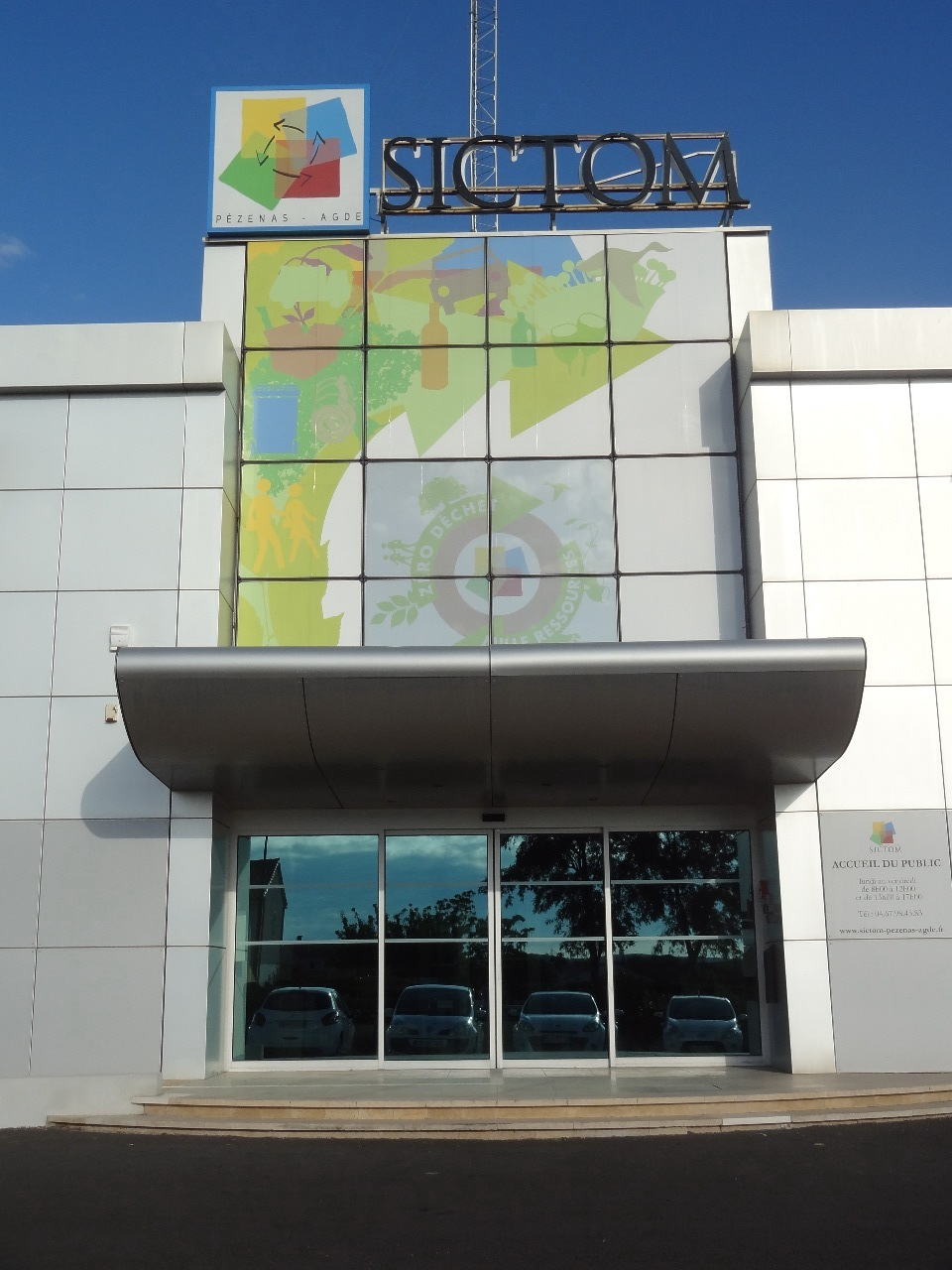
Le siège Sictom desservant Pézenas et Agde est situé à Nézignan-l'Évêque.
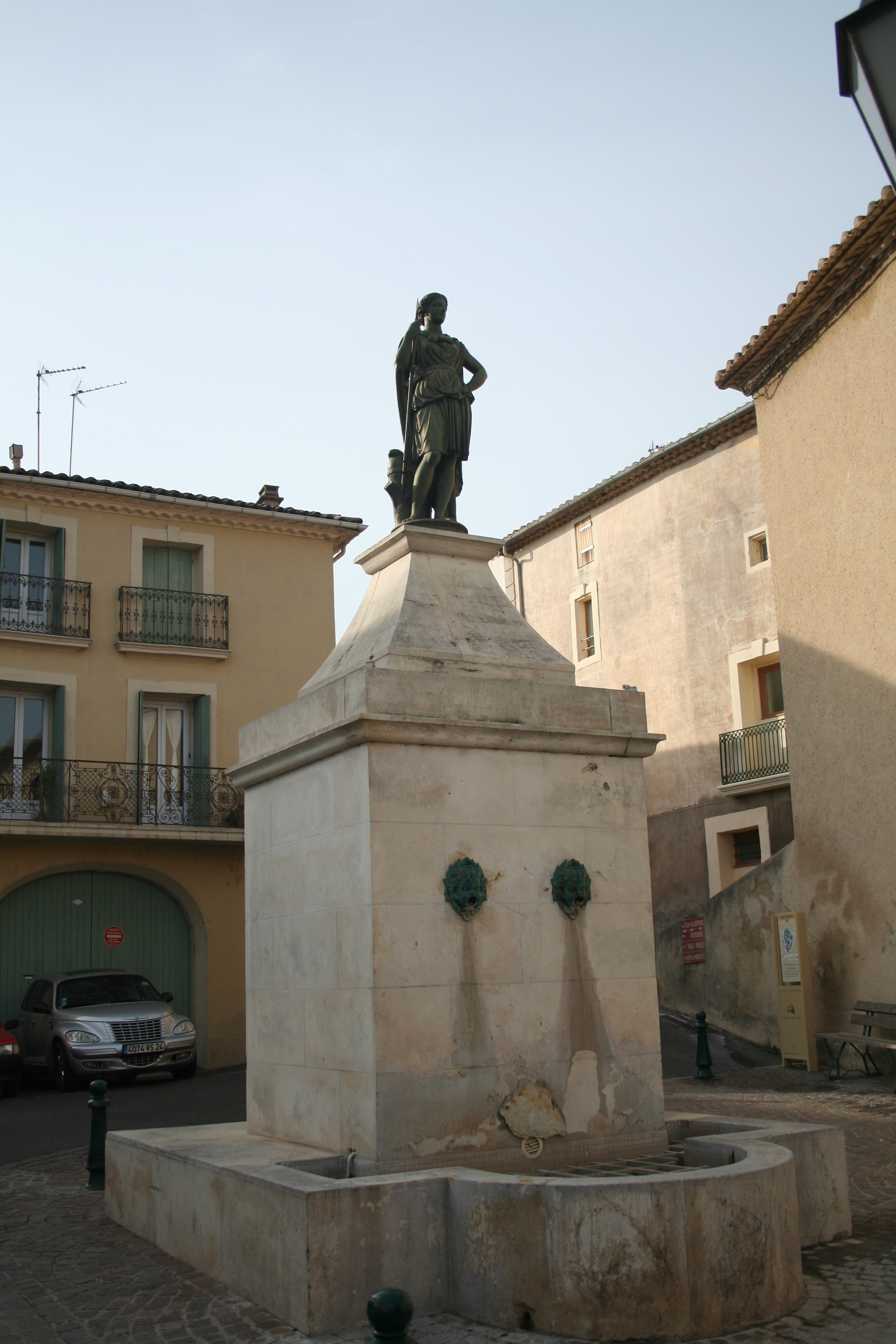
La fontaine de la place de la République ornée d’une statue d'Athéna.
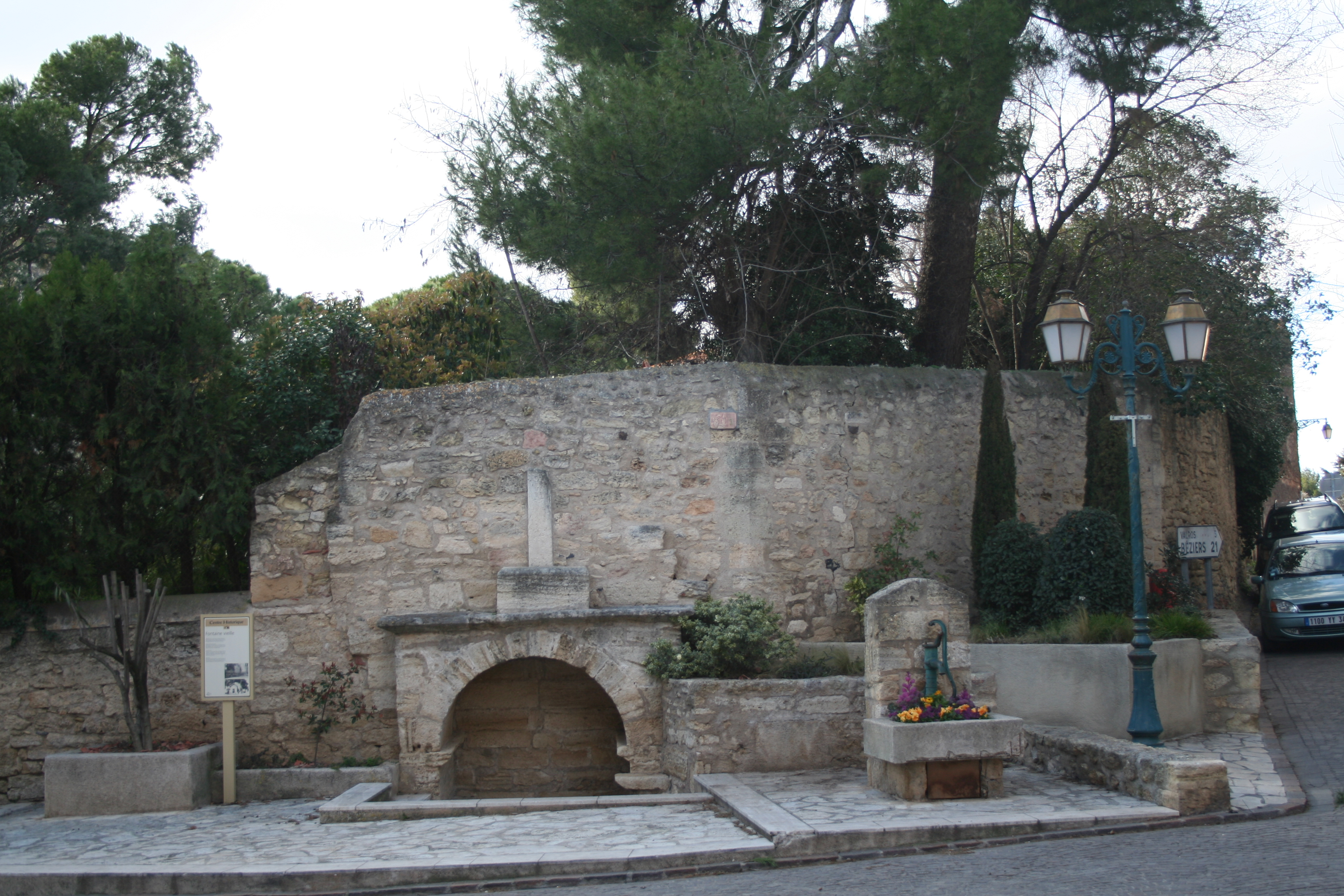
La fontaine vieille datant de 1621[1].
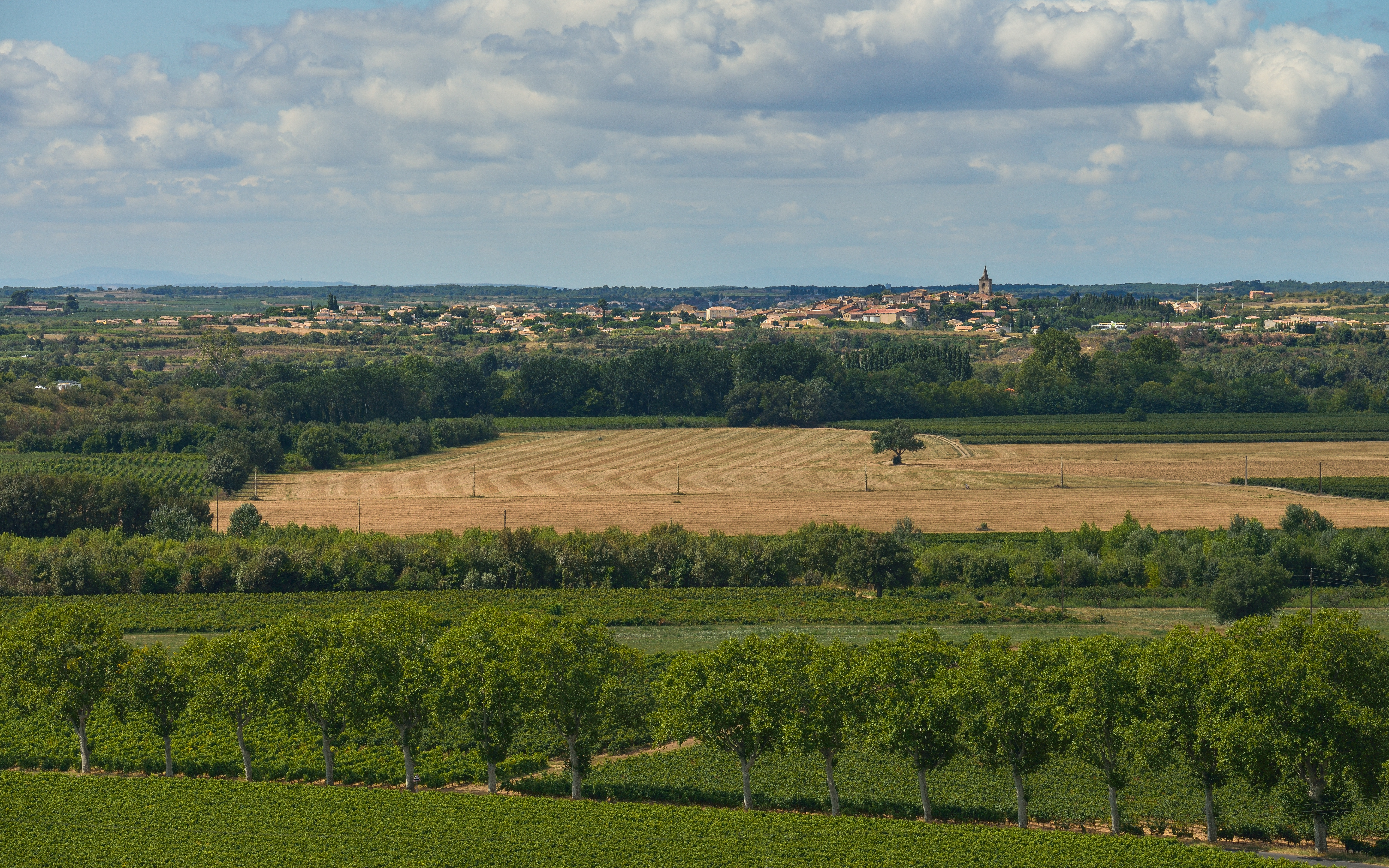
Vue est du village, depuis Castelnau-de-Guers.

## Géographie

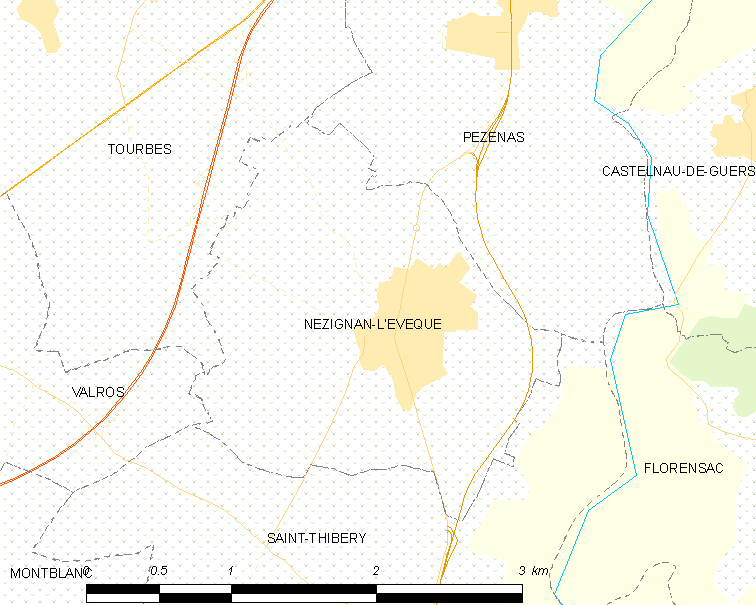
Carte

### Communes limitrophes
| Tourbes   | Pézenas           | Castelnau-de-Guers |
| Valros    | Nézignan-l'Évêque | Pinet              |
| Montblanc | Saint-Thibéry     | Florensac          |

### Climat
Pour des articles plus généraux, voir Climat de l'Occitanie et Climat de l'Hérault.
En 2010, le climat de la commune est de type climat méditerranéen franc, selon une étude s'appuyant sur une série de données couvrant la période 1971-2000. En 2020, Météo-France publie une typologie des climats de la France métropolitaine dans laquelle la commune est exposée à un climat méditerranéen et est dans la région climatique  Provence, Languedoc-Roussillon, caractérisée par une pluviométrie faible en été, un très bon ensoleillement (2 600 h/an), un été chaud (21,5 °C), un air très sec en été, sec en toutes saisons, des vents forts (fréquence de 40 à 50 % de vents > 5 m/s) et peu de brouillards.
Pour la période 1971-2000, la température annuelle moyenne est de 14,9 °C, avec une amplitude thermique annuelle de 16,2 °C. Le cumul annuel moyen de précipitations est de 662 mm, avec 5,9 jours de précipitations en janvier et 2,4 jours en juillet. Pour la période 1991-2020, la température moyenne annuelle observée sur la station météorologique la plus proche, située sur la commune de Tourbes à 4 km à vol d'oiseau, est de 15,2 °C et le cumul annuel moyen de précipitations est de 607,5 mm,. Pour l'avenir, les paramètres climatiques de la commune estimés pour 2050 selon différents scénarios d’émission de gaz à effet de serre sont consultables sur un site dédié publié par Météo-France en novembre 2022.

### Milieux naturels et biodiversité
Aucun espace naturel présentant un intérêt patrimonial n'est recensé sur la commune dans l'inventaire national du patrimoine naturel,,.

## Urbanisme

### Typologie
Au 1er janvier 2024, Nézignan-l'Évêque est catégorisée bourg rural, selon la nouvelle grille communale de densité à sept niveaux définie par l'Insee en 2022.
Elle est située hors unité urbaine. Par ailleurs la commune fait partie de l'aire d'attraction de Pézenas, dont elle est une commune de la couronne,. Cette aire, qui regroupe 8 communes, est catégorisée dans les aires de moins de 50 000 habitants,.

### Occupation des sols
L'occupation des sols de la commune, telle qu'elle ressort de la base de données européenne d’occupation biophysique des sols Corine Land Cover (CLC), est marquée par l'importance des territoires agricoles (82,7 % en 2018), en diminution par rapport à 1990 (90,3 %). La répartition détaillée en 2018 est la suivante : 
cultures permanentes (74,6 %), zones urbanisées (17,3 %), zones agricoles hétérogènes (8 %). L'évolution de l’occupation des sols de la commune et de ses infrastructures peut être observée sur les différentes représentations cartographiques du territoire : la carte de Cassini (XVIIIe siècle), la carte d'état-major (1820-1866) et les cartes ou photos aériennes de l'IGN pour la période actuelle (1950 à aujourd'hui).

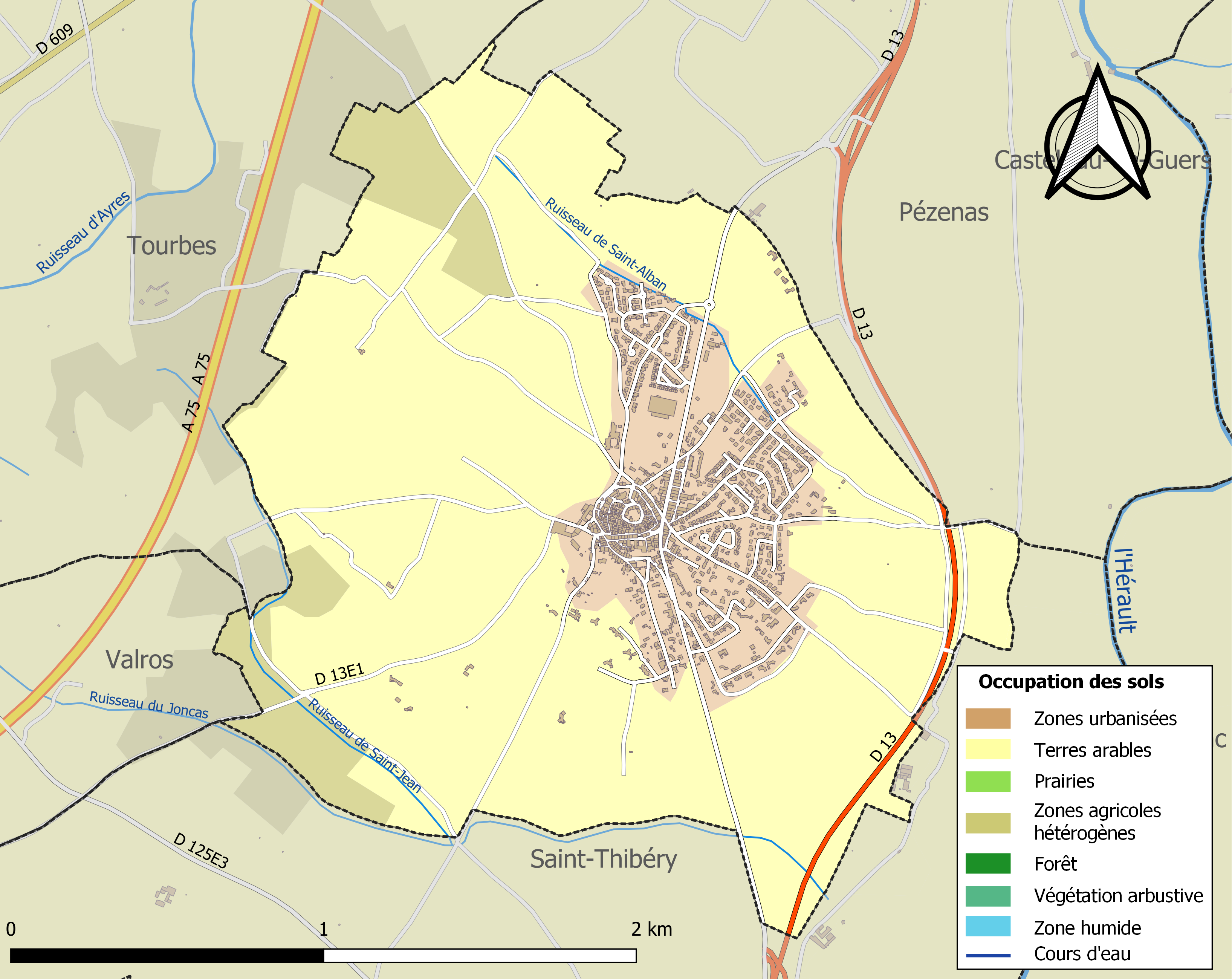
Carte des infrastructures et de l'occupation des sols de la commune en 2018 (CLC).

### Risques majeurs
Le territoire de la commune de Nézignan-l'Évêque est vulnérable à différents aléas naturels : météorologiques (tempête, orage, neige, grand froid, canicule ou sécheresse), inondations et séisme (sismicité faible). Il est également exposé à deux risques technologiques,  le transport de matières dangereuses et la rupture d'un barrage. Un site publié par le BRGM permet d'évaluer simplement et rapidement les risques d'un bien localisé soit par son adresse soit par le numéro de sa parcelle.

#### Risques naturels
Certaines parties du territoire communal sont susceptibles d’être affectées par le risque d’inondation par débordement de cours d'eau, notamment La commune a été reconnue en état de catastrophe naturelle au titre des dommages causés par les inondations et coulées de boue survenues en 1982, 1984, 1986, 1994, 2014, 2016 et 2019,.
Nézignan-l'Évêque est exposée au risque de feu de forêt du fait de la présence sur son territoire. Un plan départemental de protection des forêts contre les incendies (PDPFCI) a été approuvé en juin 2013 et court jusqu'en 2022, où il doit être renouvelé. Les mesures individuelles de prévention contre les incendies sont précisées par deux arrêtés préfectoraux et s’appliquent dans les zones exposées aux incendies de forêt et à moins de 200 mètres de celles-ci. L’arrêté du 25 avril 2002 réglemente l'emploi du feu en interdisant notamment d’apporter du feu, de fumer et de jeter des mégots de cigarette dans les espaces sensibles et sur les voies qui les traversent sous peine de sanctions. L'arrêté du 11 mars 2013 rend le débroussaillement obligatoire, incombant au propriétaire ou ayant droit,.

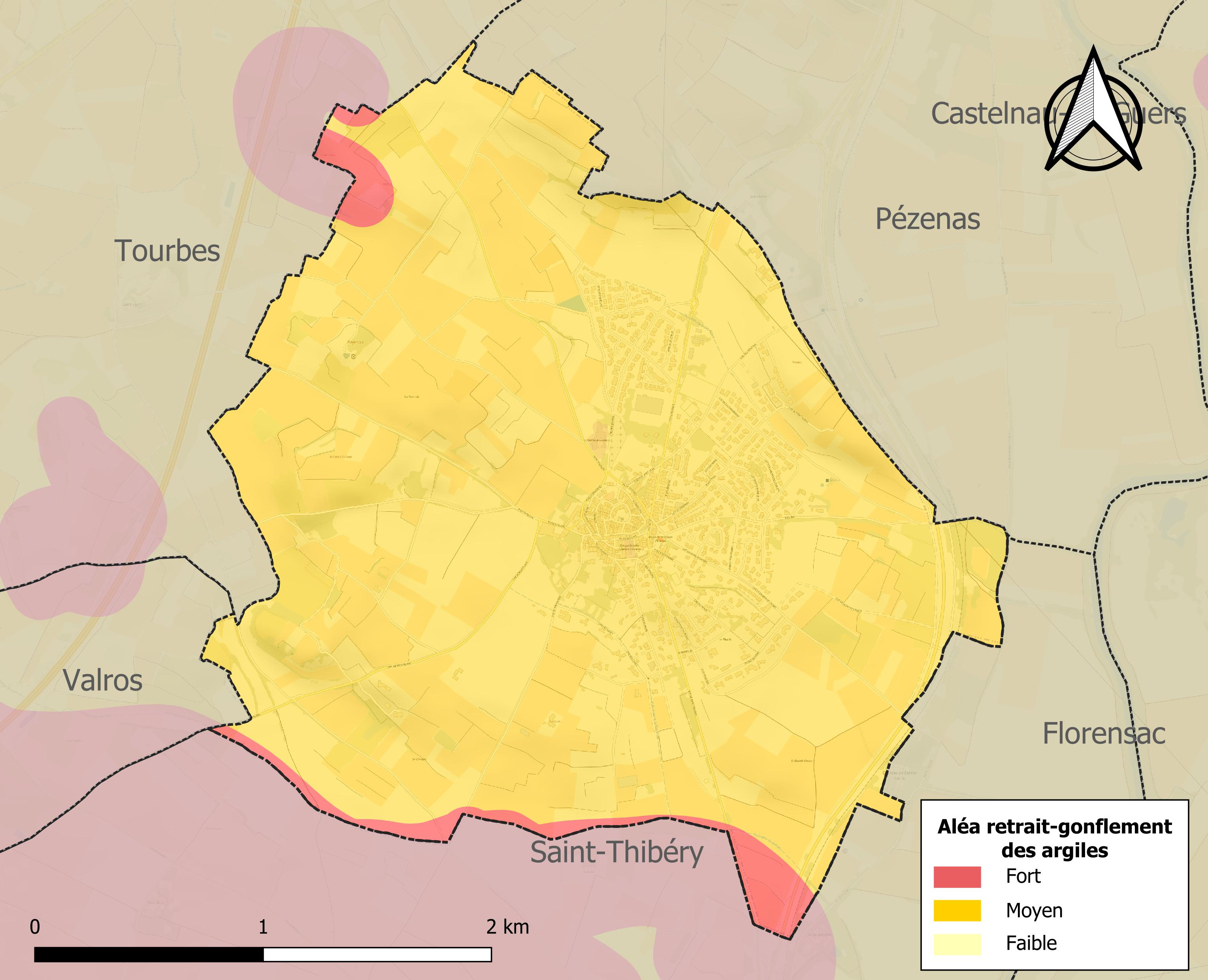
Carte des zones d'aléa retrait-gonflement des sols argileux de Nézignan-l'Évêque.

Le retrait-gonflement des sols argileux est susceptible d'engendrer des dommages importants aux bâtiments en cas d’alternance de périodes de sécheresse et de pluie. La totalité de la commune est en aléa moyen ou fort (59,3 % au niveau départemental et 48,5 % au niveau national). Sur les 835 bâtiments dénombrés sur la commune en 2019, 835 sont en aléa moyen ou fort, soit 100 %, à comparer aux 85 % au niveau départemental et 54 % au niveau national. Une cartographie de l'exposition du territoire national au retrait gonflement des sols argileux est disponible sur le site du BRGM,.
Par ailleurs, afin de mieux appréhender le risque d’affaissement de terrain, l'inventaire national des cavités souterraines permet de localiser celles situées sur la commune.

#### Risques technologiques
Le risque de transport de matières dangereuses sur la commune est lié à sa traversée par des infrastructures routières ou ferroviaires importantes ou la présence d'une canalisation de transport d'hydrocarbures. Un accident se produisant sur de telles infrastructures est susceptible d’avoir des effets graves sur les biens, les personnes ou l'environnement, selon la nature du matériau transporté. Des dispositions d’urbanisme peuvent être préconisées en conséquence.
La commune est en outre située en aval des barrages du Salagou et des Olivettes, des ouvrages de classe A. À ce titre elle est susceptible d’être touchée par l’onde de submersion consécutive à la rupture d'un de ces ouvrages.

## Économie

### Revenus
En 2018, la commune compte 733 ménages fiscaux, regroupant 1 833 personnes. La médiane du revenu disponible par unité de consommation est de 20 930 € (20 330 € dans le département).

### Emploi
|                | 2008   | 2013   | 2018   |
| -------------- | ------ | ------ | ------ |
| Commune        | 8,7 %  | 8,3 %  | 10,8 % |
| Département    | 10,1 % | 11,9 % | 12 %   |
| France entière | 8,3 %  | 10 %   | 10 %   |

En 2018, la population âgée de 15 à 64 ans s'élève à 1 088 personnes, parmi lesquelles on compte 74,6 % d'actifs (63,8 % ayant un emploi et 10,8 % de chômeurs) et 25,4 % d'inactifs,. Depuis 2008, le taux de chômage communal (au sens du recensement) des 15-64 ans est inférieur à celui du département, mais supérieur à celui de la France.
La commune fait partie de la couronne de l'aire d'attraction de Pézenas, du fait qu'au moins 15 % des actifs travaillent dans le pôle,. Elle compte 331 emplois en 2018, contre 262 en 2013 et 186 en 2008. Le nombre d'actifs ayant un emploi résidant dans la commune est de 702, soit un indicateur de concentration d'emploi de 47,2 % et un taux d'activité parmi les 15 ans ou plus de 56,4 %.
Sur ces 702 actifs de 15 ans ou plus ayant un emploi, 178 travaillent dans la commune, soit 25 % des habitants. Pour se rendre au travail, 84,4 % des habitants utilisent un véhicule personnel ou de fonction à quatre roues, 2,6 % les transports en commun, 7,2 % s'y rendent en deux-roues, à vélo ou à pied et 5,9 % n'ont pas besoin de transport (travail au domicile).

### Activités hors agriculture

#### Secteurs d'activités
135 établissements sont implantés  à Nézignan-l'Évêque au 31 décembre 2019. Le tableau ci-dessous en détaille le nombre par secteur d'activité et compare les ratios avec ceux du département,.
| Secteur d'activité                                                                                        | Commune | Commune | Département |
| Secteur d'activité                                                                                        | Nombre  | %       | %           |
| --- | ------- | ------- | ----------- |
| Ensemble                                                                                                  | 135     | 100 %   | (100 %)     |
| Industrie manufacturière, industries extractives et autres                                                | 12      | 8,9 %   | (6,7 %)     |
| Construction                                                                                              | 29      | 21,5 %  | (14,1 %)    |
| Commerce de gros et de détail, transports, hébergement et restauration                                    | 32      | 23,7 %  | (28 %)      |
| Information et communication                                                                              | 8       | 5,9 %   | (3,3 %)     |
| Activités financières et d'assurance                                                                      | 1       | 0,7 %   | (3,2 %)     |
| Activités immobilières                                                                                    | 9       | 6,7 %   | (5,3 %)     |
| Activités spécialisées, scientifiques et techniques et activités de services administratifs et de soutien | 14      | 10,4 %  | (17,1 %)    |
| Administration publique, enseignement, santé humaine et action sociale                                    | 20      | 14,8 %  | (14,2 %)    |
| Autres activités de services                                                                              | 10      | 7,4 %   | (8,1 %)     |

Le secteur du commerce de gros et de détail, des transports, de l'hébergement et de la restauration est prépondérant sur la commune puisqu'il représente 23,7 % du nombre total d'établissements de la commune (32 sur les 135 entreprises implantées  à Nézignan-l'Évêque), contre 28 % au niveau départemental.

#### Entreprises et commerces
Les cinq entreprises ayant leur siège social sur le territoire communal qui génèrent le plus de chiffre d'affaires en 2020 sont : 
- Societe Publique Locale (Spl) Oekomed, traitement et élimination des déchets non dangereux (2 759 k€)
- X1 Racing Suspension, entretien et réparation de véhicules automobiles légers (831 k€)
- EURL Vins JJS, commerce de gros (commerce interentreprises) de boissons (351 k€)
- Au Vieux Four, restauration traditionnelle (222 k€)
- Comme Au Restaurant, restauration traditionnelle (189 k€)

### Agriculture
La commune est dans la « Plaine viticole », une petite région agricole occupant la bande côtière du département de l'Hérault. En 2020, l'orientation technico-économique de l'agriculture  sur la commune est la viticulture.
|               | 1988 | 2000 | 2010 | 2020 |
| ------------- | ---- | ---- | ---- | ---- |
| Exploitations | 99   | 44   | 29   | 19   |
| SAU (ha)      | 611  | 399  | 247  | 212  |

Le nombre d'exploitations agricoles en activité et ayant leur siège dans la commune est passé de 99 lors du recensement agricole de 1988  à 44 en 2000 puis à 29 en 2010 et enfin à 19 en 2020, soit une baisse de 81 % en 32 ans. Le même mouvement est observé à l'échelle du département qui a perdu pendant cette période 67 % de ses exploitations,. La surface agricole utilisée sur la commune a également diminué, passant de 611 ha en 1988 à 212 ha en 2020. Parallèlement la surface agricole utilisée moyenne par exploitation a augmenté, passant de 6 à 11 ha.

## Histoire
En 1709, Nézignan-l'Évêque est cité sous les appellations Lesignan, Nezinhan.
Au cours de la Révolution française, la commune porte provisoirement le nom de Nézignan-le-Libre. Les citoyens de la commune se réunissent au sein de la société révolutionnaire, créée en nivôse an II.

## Politique et administration
| Période   | Période   | Identité      | Étiquette   | Qualité |
| --------- | --------- | ------------- | ----------- | ------- |
| 1947      | 1966      | René Toudon   |             |         |
| 1966      | 1978      | Jean Toudon   |             |         |
| 1978      | mars 2001 | Odile Benau   |             |         |
| mars 2001 | En cours  | Edgard Sicard | UMP puis LR | Médecin |

## Démographie
Au dernier recensement, la commune comptait 1730 habitants.
| 1793 | 1800 | 1806 | 1821 | 1831 | 1836 | 1841 | 1846 | 1851 |
| ---- | ---- | ---- | ---- | ---- | ---- | ---- | ---- | ---- |
| 524  | 611  | 682  | 785  | 787  | 796  | 783  | 752  | 773  |

| 1856 | 1861 | 1866 | 1872 | 1876 | 1881 | 1886 | 1891 | 1896 |
| ---- | ---- | ---- | ---- | ---- | ---- | ---- | ---- | ---- |
| 803  | 752  | 769  | 796  | 880  | 797  | 777  | 815  | 855  |

| 1901 | 1906 | 1911 | 1921 | 1926 | 1931 | 1936 | 1946 | 1954 |
| ---- | ---- | ---- | ---- | ---- | ---- | ---- | ---- | ---- |
| 891  | 844  | 828  | 912  | 822  | 835  | 832  | 690  | 583  |

| 1962 | 1968 | 1975 | 1982 | 1990 | 1999 | 2006  | 2011  | 2016  |
| ---- | ---- | ---- | ---- | ---- | ---- | ----- | ----- | ----- |
| 592  | 612  | 642  | 725  | 753  | 960  | 1 259 | 1 617 | 1 818 |

| 2021  | 2022  | - | - | - | - | - | - | - |
| ----- | ----- | - | - | - | - | - | - | - |
| 1 762 | 1 730 | - | - | - | - | - | - | - |

## Culture locale et patrimoine

### Lieux et monuments
- Église Sainte-Marie-Madeleine.
- Maisons des XVIIe et XVIIIe siècles.
- Fontaine vieille
- Remparts de l'ancien château
- Ancien hôpital
- Observatoire
- Belvédère
- Arboretum du figuier avec : 

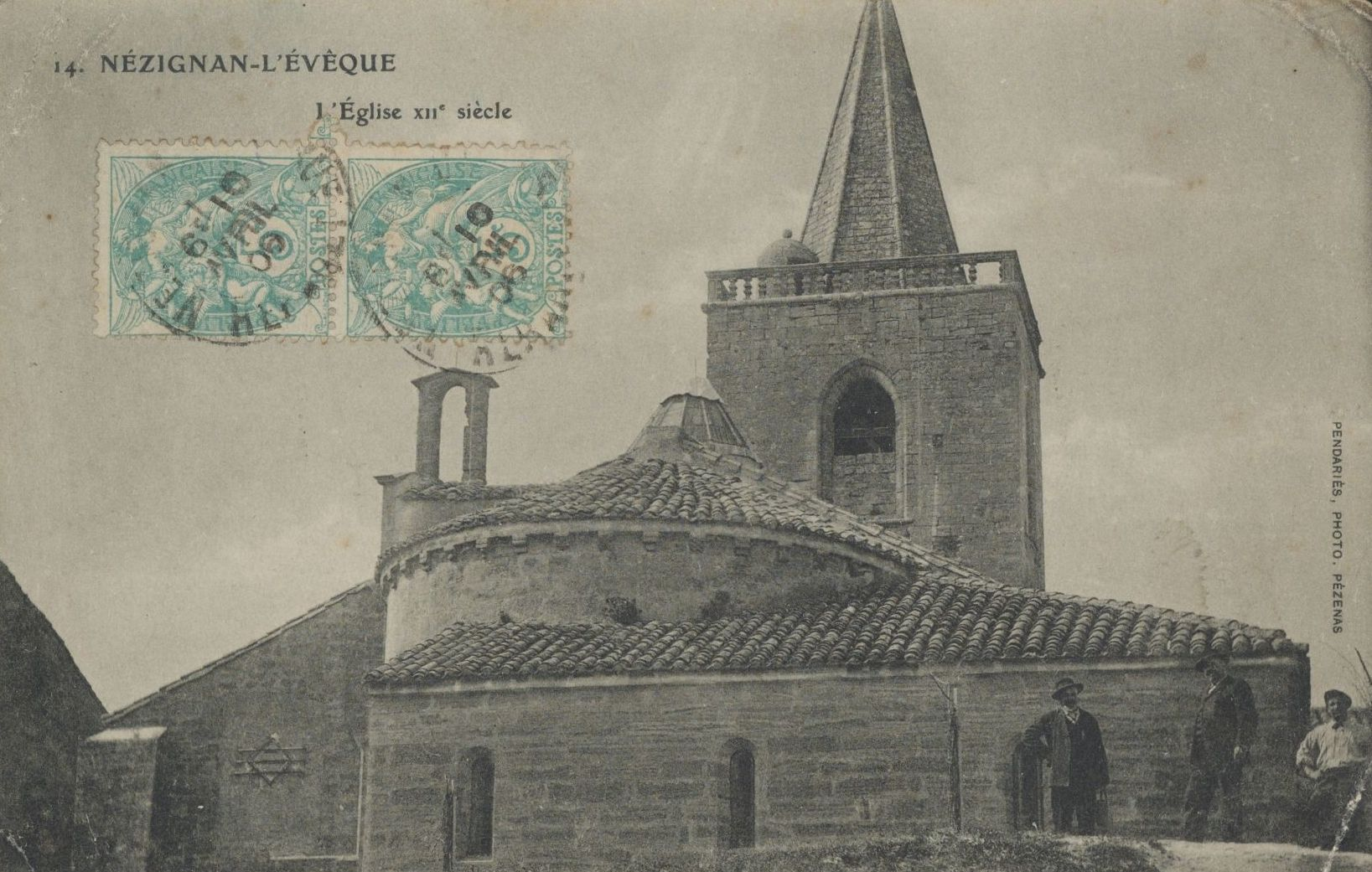
Carte postale de l'église du XIIe siècle en 1906

  - Plantations de plus de 80 variétés de figuiers
  - Jardin botanique méditerranéen.
- Espace Papanou

### Personnalités liées à la commune
- Pierre Joseph Victor Simonneau (1775-1861), général français de la Révolution, de l’Empire et de la Restauration, né à Nézignan-l'Évêque.

### Associations au village
- Nézignan au fil des ans
- Confrérie des Becos Figos

### Commerces
- « Chez Micka », épicerie et bureau de tabac
- « Les Gourmandises de Rose », boulangerie
- « Magic’Hair », coiffeur
- « Le Vieux four », pizzeria

### Héraldique
| Blason de Nézignan-l'Évêque | Les armes de Nézignan-l'Évêque se blasonnent ainsi : de gueules à un soc d'araire d'or posé en pal, au chef d'azur chargé de deux étoiles aussi d'or. |